# Intra (företag)
Intra är en norsk tillverkare av produkter i rostfritt stål som ingår i Teka Industrial. Intra grundades som Byggeartikler AS för försäljning av diskbänkar och andra produkter i rostfritt stål. Intra började sedan själva tillverka produkter i rostfritt. 1976 togs namnet Intra AS. Bolaget expanderade i Skandinavien via köpen av AB Gustavsbergs fabrik i Mölntorp och Juvél i Danmark. Diskbänkar säljs under varumärket Intra.